# Quan hệ Phần Lan – Việt Nam
Quan hệ Phần Lan – Việt Nam hay quan hệ Việt – Phần là mối quan hệ ngoại giao giữa Việt Nam và Phần Lan được thiết lập vào ngày 25 tháng 01 năm 1973. 
Đại sứ quán Phần Lan tại Hà Nội được thành lập năm 1974 và Việt Nam mở Đại sứ quán tại Helsinki vào cuối năm 2005. Cũng như các nước Bắc Âu khác, Phần Lan có phong trào ủng hộ cuộc kháng chiến chống Mỹ cứu nước của nhân dân ta trước đây cũng như công cuộc tái thiết và xây dựng đất nước sau này.
Quan hệ hữu nghị truyền thống và hợp tác nhiều mặt được hai nước duy trì và phát triển tốt đẹp. Hai bên thường xuyên trao đổi đoàn các cấp. Phía Phần Lan có: Tổng thống Tarja Halonen (2/2008), Thủ tướng Matti Vanhanen (11/2009) và dự ASEM 5 (10/2004), Chủ tịch QH Sauli Niinisto (1/2010) và các đoàn cấp Bộ trưởng khác.
Phía Việt Nam có: Thủ tướng Phạm Văn Đồng (5/1977), Võ Văn Kiệt (6/1995), Phan Văn Khải (9/1999),  Nguyễn Tấn Dũng (9/2006), Chủ tịch Nguyễn Minh Triết (5/2010) và các đoàn Phó Thủ tướng: Nguyễn Sinh Hùng (2008); Nguyễn Thiện Nhân (2009); Hoàng Trung Hải (9/2014). Phó Chủ tịch Quốc hội Nguyễn Đức Kiên (tháng 4/2010).
Ngoài ra, Thủ tướng Nguyễn Tấn Dũng gặp Thủ tướng Phần Lan Alexander Stubb bên lề HN ASEM 10 tại Milan tháng 10/2014.

## Đại sứ quán, lãnh sự quán
- Tại Việt Nam:
- Hà Nội (Đại sứ quán)

- Tại Phần Lan:
- Helsinki (Đại sứ quán)